# الساندرو پانارو
الساندرو پانارو (ایتالیایی: Alessandra Panaro؛ زادهٔ ۱۴ دسامبر ۱۹۳۹ - درگذشته 1 مه 2019) یک هنرپیشه اهل ایتالیا است.
از فیلم‌ها یا برنامه‌های تلویزیونی که وی در آن نقش داشته است می‌توان به روکو و برادرانش ، کراسلا ، لازارلا اشاره کرد.